# Alfonso Cristiano di Borbone-Spagna
Alfonso di Borbone-Spagna, nome completo Alfonso Cristiano Teresa Angelo Francisco de Asís y Todos los Santos (Roma, 3 ottobre 1941 – Estoril, 29 marzo 1956), infante di Spagna, era il secondo figlio maschio dei conti di Barcellona Giovanni e Maria Mercedes, e quindi fratello di Juan Carlos di Spagna.

## Biografia
Ebbe per padrino di battesimo l'Infante Alfonso d'Orléans e per madrina la zia l'Infanta Maria Cristina di Spagna: in famiglia era chiamato Alfonsito per distinguerlo dagli altri omonimi membri della famiglia. Quando Alfonso era ancora appena un bambino, la sua famiglia si trasferì a Losanna in Svizzera vivendo nella villa Les Rocailles. Nel febbraio 1946 la famiglia si spostò in Portogallo.
Nel 1947 Alfonso visitò la Spagna per la prima volta su invito del Generale Francisco Franco: nel 1950 lui e suo fratello Juan Carlos furono mandati a studiare in Spagna, vivendo a San Sebastián, dove una scuola privata era stata approntata nel palazzo di Miramar. Nel giugno 1954 vennero ricevuti dal Generale Franco al Palazzo Reale di El Pardo. Nel 1955 il fratello maggiore iniziò la formazione militare all'Accademia di Saragozza, mentre Alfonso sarebbe entrato nel 1957 alla scuola navale di Marín.

### Morte e sepoltura
Nel marzo del 1956 Alfonso e suo fratello Juan Carlos si trovavano nella residenza dei genitori, Villa Giralda, ad Estoril, per le vacanze pasquali; il giovedì santo Alfonso morì per un colpo d'arma da fuoco. Si disse partito accidentalmente mentre puliva l’arma, anche se alcune ricostruzioni sostengono che l’arma fosse invece tra le mani del fratello maggiore Juan Carlos. L'ambasciata spagnola in Portogallo rilasciò una dichiarazione ufficiale:
Molto rapidamente, tuttavia, sui giornali comparvero indiscrezioni che volevano che il revolver, di piccolo calibro, al momento dello sparo fosse nelle mani di Juan Carlos. Josefina Carolo, sarta della madre dei principi, sostenne che Juan Carlos per scherzo aveva puntato la pistola contro Alfonso tirando il grilletto, ignaro che la pistola fosse carica. Bernardo Arnoso, un amico portoghese di Juan Carlos, fornì poi la stessa versione, aggiungendo che la pallottola, deviata da una parete, aveva colpito Alfonso in fronte. Helena Matheopoulos, un'autrice greca che aveva parlato con la sorella dei due, l'infanta Pilar di Borbone-Spagna, disse invece che Alfonso si trovava fuori della stanza, e, quando vi entrò spingendo la porta aperta, questa sbatté contro il braccio di Juan Carlos facendogli partire il colpo.
Nella serie Netflix Il principe, incentrata su Vittorio Emanuele di Savoia, questi, alla fine del documentario, a telecamere spente ma a microfoni accesi, accenna all'incidente dando la sua versione dei fatti. Queste le sue parole testuali: “Io sapevo, ero presente. Eravamo in esilio e si andava a sparare a dei barattoli nel mare davanti a Cascais. Juanito ha fatto un casino, ha sparato al fratello e l’ha fatto fuori. Si chiamava Alfonsito. Non gli ha sparato diretto ma attraverso un armadio, lui per caso era lì, un incidente, al 100%. Io ho fatto sparire la mia pistola, sennò avrebbero detto di nuovo che ero io”.
Ci sono state varie versioni anche sull'origine della pistola: quella più accreditata è che fosse un regalo ad Alfonso da parte del generale Franco.
Il funerale si svolse il Sabato Santo, e fu celebrato da monsignor Fernando Cento, Nunzio Apostolico in Portogallo: Alfonso fu sepolto nel cimitero municipale di Cascais, in Portogallo; nel 1992 fu esumato e sepolto nel Pantheon dei Principi nella Cripta Reale del Monastero dell'Escorial.

## Albero genealogico
|                                       |                                |                                         | Genitori                              |  |  | Nonni |  |  | Bisnonni              |  |  | Trisnonni                            |  |
|                                       |                                |                                         |                                       |  |  |       |  |  | Alfonso XII di Spagna |  |  | Francesco d'Assisi di Borbone-Spagna |  |
|                                       |                                |                                         |                                       |  |  |       |  |  | Alfonso XII di Spagna |  |  | Francesco d'Assisi di Borbone-Spagna |  |
|                                       |                                | Isabella II di Spagna                   |                                       |  |  |       |  |  | Alfonso XII di Spagna |  |  |                                      |  |
| Alfonso XIII di Spagna                |                                |                                         |                                       |  |  |       |  |  | Alfonso XII di Spagna |  |  |                                      |  |
|                                       |                                | Maria Cristina d'Asburgo-Teschen        | Carlo Ferdinando d'Austria-Teschen    |  |  |       |  |  |                       |  |  |                                      |  |
|                                       |                                | Maria Cristina d'Asburgo-Teschen        | Carlo Ferdinando d'Austria-Teschen    |  |  |       |  |  |                       |  |  |                                      |  |
|                                       |                                | Maria Cristina d'Asburgo-Teschen        | Elisabetta Francesca d'Asburgo-Lorena |  |  |       |  |  |                       |  |  |                                      |  |
| Giovanni di Borbone-Spagna            |                                | Maria Cristina d'Asburgo-Teschen        |                                       |  |  |       |  |  |                       |  |  |                                      |  |
|                                       |                                | Enrico di Battenberg                    | Alessandro d'Assia                    |  |  |       |  |  |                       |  |  |                                      |  |
|                                       |                                | Enrico di Battenberg                    | Alessandro d'Assia                    |  |  |       |  |  |                       |  |  |                                      |  |
|                                       |                                | Enrico di Battenberg                    | Julia von Hauke                       |  |  |       |  |  |                       |  |  |                                      |  |
| Vittoria Eugenia di Battenberg        |                                | Enrico di Battenberg                    |                                       |  |  |       |  |  |                       |  |  |                                      |  |
|                                       |                                | Beatrice di Sassonia-Coburgo-Gotha      | Alberto di Sassonia-Coburgo-Gotha     |  |  |       |  |  |                       |  |  |                                      |  |
|                                       |                                | Beatrice di Sassonia-Coburgo-Gotha      | Alberto di Sassonia-Coburgo-Gotha     |  |  |       |  |  |                       |  |  |                                      |  |
|                                       |                                | Beatrice di Sassonia-Coburgo-Gotha      | Vittoria del Regno Unito              |  |  |       |  |  |                       |  |  |                                      |  |
| Alfonso Cristiano di Borbone          |                                | Beatrice di Sassonia-Coburgo-Gotha      |                                       |  |  |       |  |  |                       |  |  |                                      |  |
|                                       | Alfonso di Borbone-Due Sicilie | Ferdinando II delle Due Sicilie         |                                       |  |  |       |  |  |                       |  |  |                                      |  |
|                                       | Alfonso di Borbone-Due Sicilie | Ferdinando II delle Due Sicilie         |                                       |  |  |       |  |  |                       |  |  |                                      |  |
|                                       | Alfonso di Borbone-Due Sicilie | Maria Teresa d'Asburgo-Teschen          |                                       |  |  |       |  |  |                       |  |  |                                      |  |
| Carlo Tancredi di Borbone-Due Sicilie | Alfonso di Borbone-Due Sicilie |                                         |                                       |  |  |       |  |  |                       |  |  |                                      |  |
|                                       |                                | Maria Antonietta di Borbone-Due Sicilie | Francesco conte di Trapani            |  |  |       |  |  |                       |  |  |                                      |  |
|                                       |                                | Maria Antonietta di Borbone-Due Sicilie | Francesco conte di Trapani            |  |  |       |  |  |                       |  |  |                                      |  |
|                                       |                                | Maria Antonietta di Borbone-Due Sicilie | Maria Isabella d'Asburgo-Toscana      |  |  |       |  |  |                       |  |  |                                      |  |
| Maria Mercedes di Borbone-Due Sicilie |                                | Maria Antonietta di Borbone-Due Sicilie |                                       |  |  |       |  |  |                       |  |  |                                      |  |
|                                       |                                | Luigi Filippo Alberto d'Orléans         | Ferdinando Filippo d'Orléans          |  |  |       |  |  |                       |  |  |                                      |  |
|                                       |                                | Luigi Filippo Alberto d'Orléans         | Ferdinando Filippo d'Orléans          |  |  |       |  |  |                       |  |  |                                      |  |
|                                       |                                | Luigi Filippo Alberto d'Orléans         | Elena di Meclemburgo-Schwerin         |  |  |       |  |  |                       |  |  |                                      |  |
| Luisa d'Orléans                       |                                | Luigi Filippo Alberto d'Orléans         |                                       |  |  |       |  |  |                       |  |  |                                      |  |
|                                       |                                | Maria Isabella d'Orléans                | Antonio Maria Filippo Luigi d'Orleans |  |  |       |  |  |                       |  |  |                                      |  |
|                                       |                                | Maria Isabella d'Orléans                | Antonio Maria Filippo Luigi d'Orleans |  |  |       |  |  |                       |  |  |                                      |  |
|                                       |                                | Maria Isabella d'Orléans                | Luisa Ferdinanda di Borbone-Spagna    |  |  |       |  |  |                       |  |  |                                      |  |
|                                       |                                | Maria Isabella d'Orléans                |                                       |  |  |       |  |  |                       |  |  |                                      |  |